# Alyxia buxifolia
Alyxia buxifolia es una especie de arbusto perteneciente a la familia Apocynaceae. 

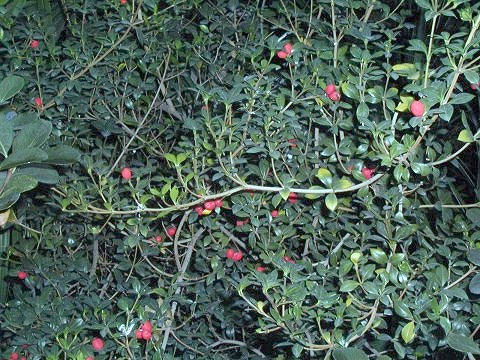
Vista de la planta

## Descripción
Puede alcanzar un tamaño de hasta 2 metros de altura, pero es, más a menudo, de menos de 50 cm de altura en zonas costeras expuestas Tiene hojas gruesas, elípticas a obovadas de 1-4 cm de largo y de 5 a 25 mm de ancho. Produce flores blancas en cimas entre primavera y otoño, seguido de, frutas rojas redondeadas que miden alrededor de 8 mm de diámetro.

## Distribución y hábitat
En Australia , se produce en las zonas costeras de los estados de Australia Occidental, Australia del Sur, Tasmania, Victoria y Nueva Gales del Sur.

## Taxonomía
Alyxia buxifolia fue descrita por Robert Brown y publicado en Prodromus Florae Novae Hollandiae 470. 1810.
Sinonimia
- Alyxia buxifolia var. subacuta Domin
- Alyxia capitellata Benth.
- Gynopogon buxifolius (R.Br.) K.Schum.
- Pulassarium buxifolium (R.Br.) Kuntze[3]